# Mujina

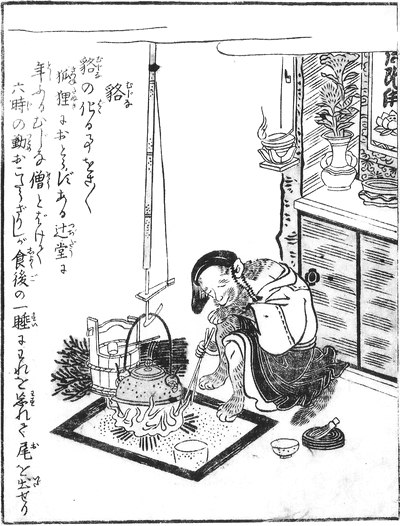
Un mujina in un'incisione di Toriyama Sekien, tratta dal Konjaku Gazu Zoku Hyakki (今昔画図続百鬼), circa 1779

Il termine mujina (貉 o 狢?) è il nome giapponese del tasso, ma a seconda delle regioni può riferirsi anche al tanuki o alla civetta delle palme mascherata; ad accrescere la confusione, in alcune regioni i tassi ed altri animali simili sono chiamati mami, e in una parte della prefettura di Tochigi i tassi sono chiamati tanuki e i tanuki mujina. A causa di una storia di Lafcadio Hearn, poi, in alcuni paesi di lingua inglese la parola è sinonimo di noppera-bō.

## Il mujina nel folklore
I mujina giapponesi hanno, come volpi (kitsune) e cani procione (tanuki), connotazioni mitologiche, principalmente come mutaforma che sfruttano questa loro abilità per ingannare gli umani.

## Il mujina in Occidente

### Lafcadio Hearn
Nel 1903, nel suo libro Kwaidan: Stories and Studies of Strange Things, Lafcadio Hearn pubblicò un racconto dal titolo Il mujina della strada di Akasaka, in cui descriveva in realtà un noppera-bō. Lo sventurato viaggiatore, in viaggio verso Edo lungo la via di Akasaka, incontra una fanciulla in lacrime sul ciglio della strada, ma quando cerca di consolarla e lei si volta scopre con orrore che la donna non ha un volto. In preda al panico fugge finché non trova un altro essere umano, un venditore di soba, a cui racconta la sua storia. Il mercante, però, passa le mani sul suo volto e questo scompare, rivelando così la sua vera natura.

### Nelle Hawaii
Il 19 maggio del 1959 il giornalista Bob Krauss dell'Honolulu Advertiser riportò l'avvistamento di un mujina a Kahala nelle isole Hawaii; il nome scelto, mujina, derivava evidentemente dalla creatura del racconto di Lafcadio Hearn. Secondo Krauss, infatti, la testimone avrebbe incontrato una donna che si pettinava i capelli nel bagno del drive-in Waialae,  e quando le si avvicinò questa si voltò, mostrando di non avere una faccia; la donna, sempre stando al resoconto di Krauss, fu ricoverata per esaurimento nervoso.
Lo storico e folklorista hawaiiano Glen Grant nel 1981 liquidò la notizia come una bufala durante un'intervista radiofonica, ma a sorpresa la donna in questione chiamò intervenendo in trasmissione, e aggiungendo ulteriori dettagli.
Il drive-in non esiste più, ma Grant riferì di altri avvistamenti nell'arcipelago, a Ewa Beach e Hilo.